# Allium cyathophorum
Allium cyathophorum är en amaryllisväxtart som beskrevs 1891 av Louis Édouard Bureau och Adrien René Franchet. Allium cyathophorum ingår i släktet lökar, och familjen amaryllisväxter.

## Varieteter
Arten delas in i följande varieteter:
- A. c. var. cyathophorum
- A. c. var. farreri (Stearn) Stearn 1955[4], synonym A. farreri Stearn 1930[5]

## Bildgalleri

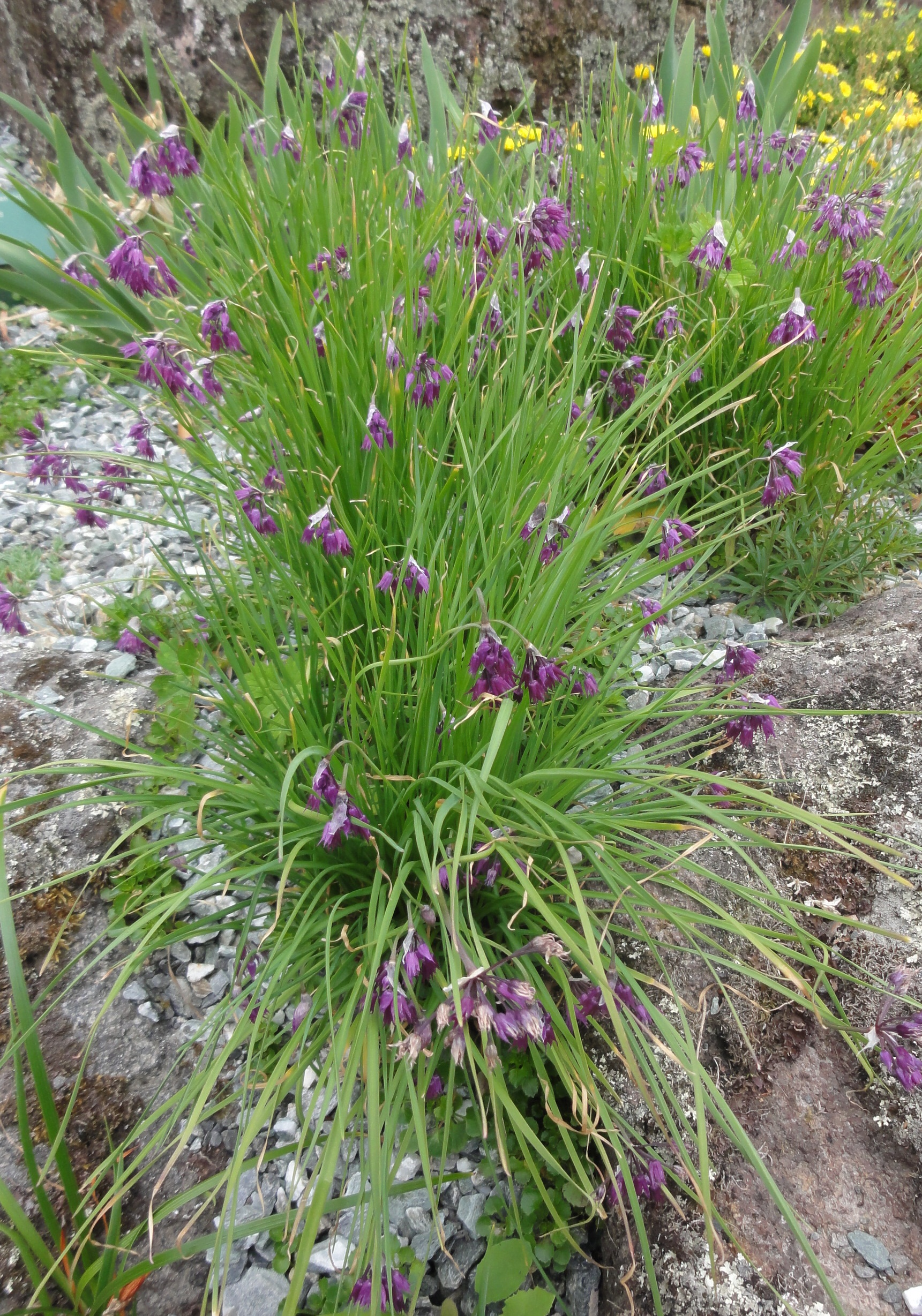
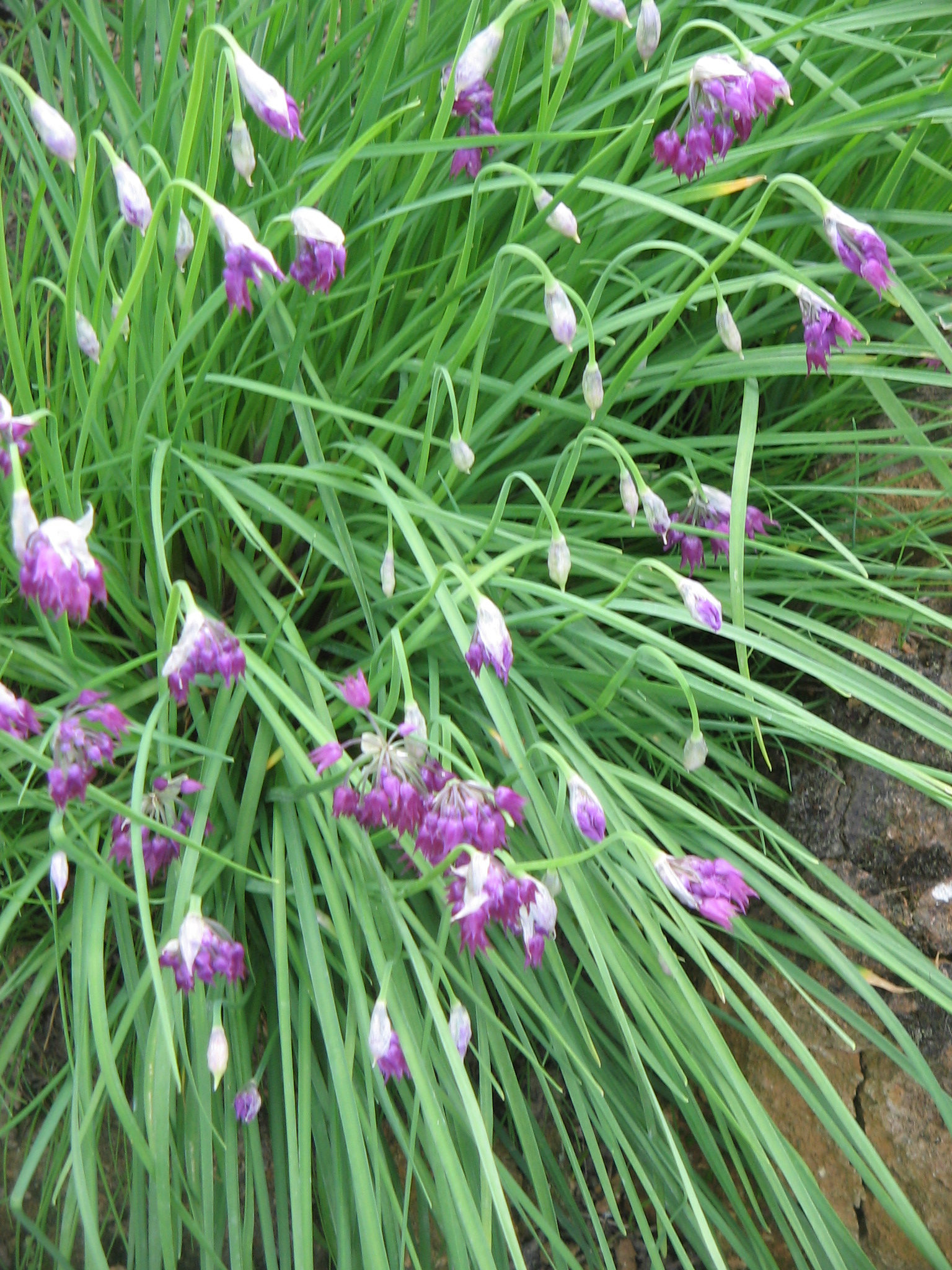
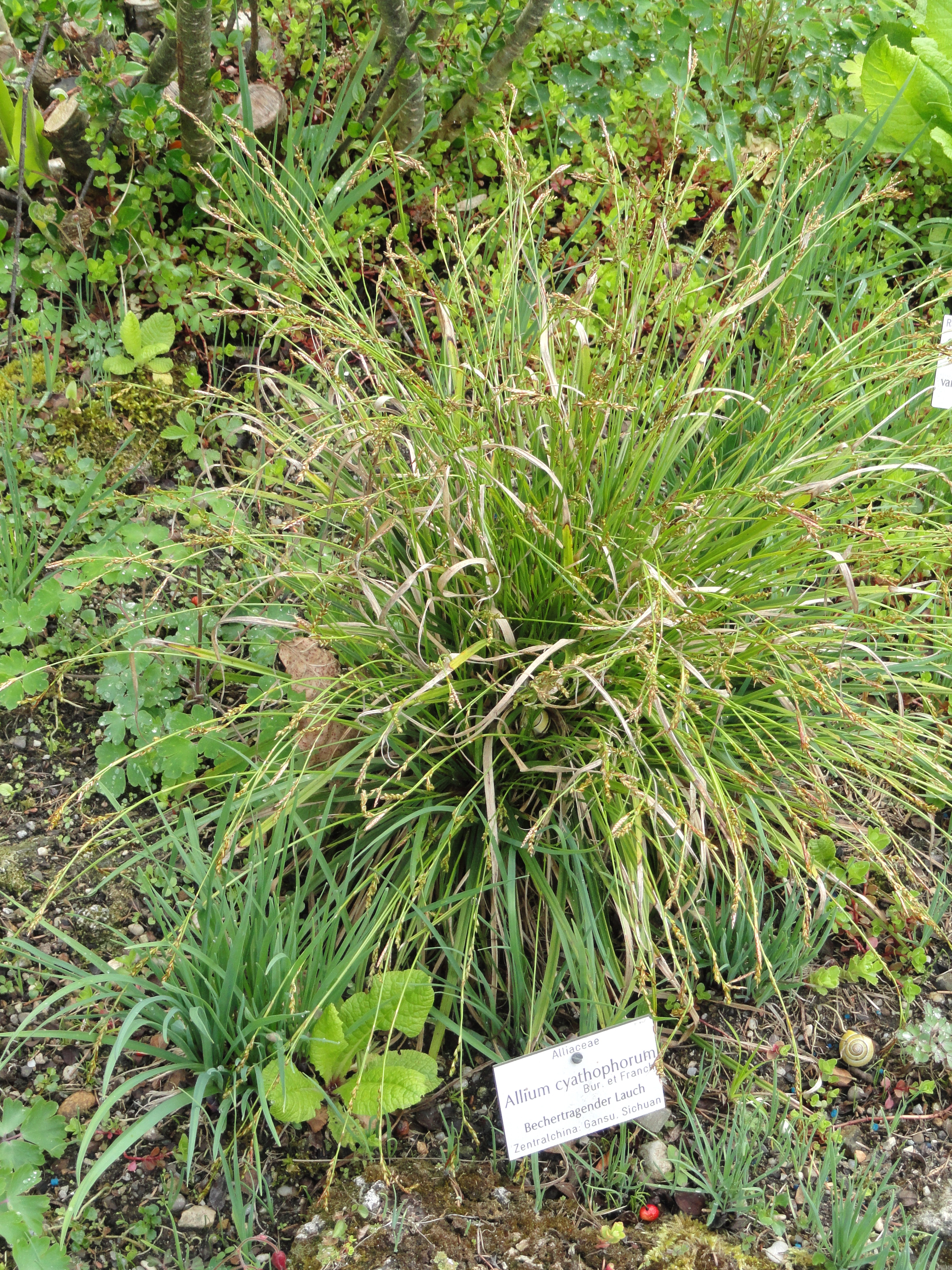